# Variabel gemodificeerde permutatiecompositie
Variabel gemodificeerde permutatiecompositie (Engels: Variably Modified Permutation Composition, VMPC) is in de cryptografie een stroomcijfer dat lijkt op het bekende en populaire stroomcijfer RC4, ontworpen door Ron Rivest. VMPC werd ontworpen door Bartosz Żółtak en in 2004 gepresenteerd op de Fast Software Encryption- conferentie. VMPC is een modificatie van het RC4-stroomcijfer.
Bij de kern van de stroomcijfer is de VMPC-functie een transformatie van n elementen, door permutaties gedefinieerd als:
```
 
for
 
x
 
from
 
0
 
to
 
n
-
1
:

     
g
(
x
)
 
=
 
VMPC
(
f
)(
x
)
 
=
 
f
(
f
(
f
(
x
))
+
1
)

```

De functie is ontworpen zo dat het inverteren ervan, d.w.z. het verkrijgen van f uit g, een complex probleem zijn. Volgens computersimulaties is het gemiddelde aantal bewerkingen dat nodig is om f uit g te verkrijgen voor een permutatie met 16 elementen is ongeveer 211, voor een permutatie met 64 elementen is dit ongeveer 253, en voor een permutatie met 256 elementen is dit ongeveer 2260.
De VMPC-functie wordt gebruikt in een encryptie-algoritme, de VMPC stroomcijfer. Het algoritme zorgt voor efficiënte software-implementaties. Om L bytes platte tekst te vercijferen:
Alle berekingingen worden modulo 256 uitgevoerd.
```
i
 
:=
 
0

while
 
GeneratingOutput
:

    
j
 
:=
 
S
[
j
 
+
 
S
[
i
]]

    

    
output
 
S
[
S
[
S
[
j
]]
 
+
 
1
]

    
swap
 
S
[
i
]
 
and
 
S
[
j
]
          
(
b
 
:=
 
S
[
j
]
;
 
S
[
j
]
 
:=
 
S
[
i
]
;
 
S
[
i
]
 
:=
 
b
))

    

    
i
 
:=
 
i
 
+
 
1

endwhile

```